# Sigrun Dobner
Sigrun Dobner (* 28. Oktober 1983 in Erlenbach) ist eine deutsche Ringerin.

## Werdegang
Sigrun Dobner begann im Alter von sechs Jahren beim Stemm- und Ringclub (SRC) Obernburg mit dem Ringen, als sie ihr älterer Bruder einmal zum Training mitnahm und sie davon so begeistert war, dass sie selbst mit diesem Sport anfing. Sie besuchte das Gymnasium, machte Abitur und schloss 2009 ein Jurastudium in Würzburg erfolgreich ab. Die 1,58 Meter große Athletin rang während ihrer gesamten Laufbahn in den leichtesten Gewichtsklassen, als Jugendliche bzw. Juniorin meist in den Gewichtsklassen bis 43 kg, 44 kg oder 46 kg und als Erwachsene in der Gewichtsklasse bis 48 kg. Ihr Trainer in der Nationalmannschaft war Jürgen Scheibe.
Über nationale Wettbewerbe rang sie sich Schritt für Schritt nach oben und erzielte 1996 ihr erstes bemerkenswertes Ergebnis, als sie bei der internationalen deutschen Meisterschaft der Frauen in der Gewichtsklasse bis 44 kg hinter Sarah Ehinger aus Deutschland den 2. Platz belegte. 1997 wurde sie erstmals deutsche Jugendmeisterin in der Gewichtsklasse bis 44 kg. 1998 gewann sie diesen Titel in der gleichen Gewichtsklasse wieder, musste sich aber 1999 in der Gewichtsklasse bis 46 kg hinter Stefanie Kullmann vom AC Heusweiler mit dem 2. Platz begnügen. 2000 belegte sie bei der deutschen Jugendmeisterschaft hinter Annika Hofmann aus Frankfurt (Oder) den 2. Platz.
Bei den Seniorinnen holte sie sich im Jahre 2001 erstmals den deutschen Meistertitel in der Gewichtsklasse bis 43 kg. Weitere fünf deutsche Meistertitel gewann sie in den Jahren 2003 (bis 44 kg), 2004, 2005, 2006 und 2009, jeweils in der Gewichtsklasse bis 48 kg.
Die internationale Karriere von Sigrun Dobner begann bei der Junioren-Weltmeisterschaft (Cadets) 1998 in Manchester, wo sie hinter Micah Kelly aus den Vereinigten Staaten und vor Natalja Groschewa aus Russland und der Japanerin Matsuoka in der Gewichtsklasse bis 43 kg gleich Vize-Weltmeisterin wurde. Danach wurde sie erst wieder im Jahre 2002 bei einer internationalen Meisterschaft eingesetzt, gewann dabei aber bei der Junioren-Europameisterschaft (Juniors) in Tirana in der Gewichtsklasse bis 43 kg mit dem 3. Platz wieder eine Medaille. 2003 wurde sie bei der Junioren-Weltmeisterschaft (Juniors) in Istanbul in der Gewichtsklasse bis 44 kg hinter Ljudmila Baluschka aus der Ukraine erneut Vize-Weltmeisterin. 2003 wurde sie vom Deutschen Ringerverband dann auch schon bei der Weltmeisterschaft in New York eingesetzt. Sie verlor dort aber ihre Kämpfe in der Gewichtsklasse bis 48 kg gegen Park Ji-young aus Südkorea und Kamelia Tzekowa aus Bulgarien und kam nur auf den 27. Platz.
2004 startete sie bei der Universitäten-Weltmeisterschaft in Łódź und belegte dort den 5. Platz (bis 48 kg). 2005 nahm sie an der Europameisterschaft in Warna teil (bis 48 kg). Sie kam dort zu zwei Siegen, musste sich aber dann Iwona Matkowska aus Polen geschlagen geben und verlor danach auch den Kampf um eine EM-Bronzemedaille gegen Anne Catherine Deluntsch aus Frankreich und kam damit auf den 5. Platz. Bei der Weltmeisterschaft dieses Jahres in Budapest belegte Sigrun Dobner nach einem Sieg über Fernanda Peres aus Brasilien und einer Niederlage gegen Makiko Sakamoto aus Japan den 9. Platz.
Letztmals wurde sie dann bei der Europameisterschaft 2006 in Moskau bei einer internationalen Meisterschaft eingesetzt. Nach einer Niederlage gegen Cristina Croitoru aus Rumänien kam sie dabei in der Gewichtsklasse bis 48 kg auf den 8. Platz.
Danach war sie noch auf einigen internationalen Turnieren und bei deutschen Meisterschaften am Start. Das anstrengende Studium verhinderte aber wohl, dass sie auch bei den Erwachsenen an diese Erfolge anknüpfen konnte.

## Internationale Erfolge
| Jahr | Platz | Wettbewerb                                   | Gewichtsklasse | Ergebnis |
| 1996 | 2.    | Intern. deutsche Meisterschaft in Hanau      | bis 44 kg      | hinter Sarah Ehinger (Deutschland), vor Vanessa Boubryemm (Frankreich) |
| 1997 | 2.    | Intern. deutsche Meisterschaft (Juniorinnen) | bis 44 kg      | hinter Daniela Senn, vor Jasmin Pal (beide Deutschland) |
| 1998 | 5.    | Klippan-Lady-Open                            | bis 46 kg      | Siegerin: Missto Shimizu vor Yukia Umeda (beide Japan) |
| 1998 | 2.    | Junioren-WM (Cadets) in Manchester           | bis 43 kg      | hinter Micah Kelly (USA), vor Natalja Groschewa (Russland) und Matsuoka (Japan) |
| 2000 | 2.    | Klippan-Lady-Open (Juniorinnen)              | bis 43 kg      | |
| 2002 | 2.    | Klippan-Lady-Open                            | bis 48 kg      | hinter Iwona Matkowska (Polen), vor Mirsini Koloni (Griechenland) |
| 2002 | 2.    | Großer Preis von Deutschland in Dormagen     | bis 48 kg      | hinter Myriam Probst (Frankreich), vor Anne-Kathrin Rietschel (Deutschland) |
| 2002 | 3.    | Junioren-EM (Juniors) in Tirana              | bis 43 kg      | hinter Ljudmila Baluschka (Ukraine) und Katarzyna Zalewska (Polen) |
| 2003 | 2.    | Großer Preis von Deutschland in Dormagen     | bis 44 kg      | hinter Annika Hofmann (Deutschland), vor Natalja Wassilewa (Russland) |
| 2003 | 8.    | Austrian-Lady-Open in Götzis                 | bis 48 kg      | Siegerin: Lindsay Belisle (Kanada) vor Iwona Matkowska |
| 2003 | 2.    | Junioren-WM (Juniors) in Istanbul            | bis 44 kg      | nach Siegen über Marina Manewa Atanasowa (Bulgarien), Diana Cioineaga (Rumänien), Guadelupe Peres Tiscareno (Mexiko) und Marta Podedworna (Polen) und einer Niederlage gegen Ljudmila Baluschka |
| 2003 | 27.   | WM in New York                               | bis 48 kg      | nach Niederlagen gegen Park Ju-young (Südkorea) und Kamelia Tzekowa (Bulgarien) |
| 2003 | 7.    | Welt-Cup in Tokio                            | bis 48 kg      | Siegerin: Patricia Miranda (USA) vor Yang Zuying (China) |
| 2004 | 5.    | Großer Preis von Deutschland in Dormagen     | bis 48 kg      | hinter Brigitte Wagner (Deutschland), Irina Danilowa (Russland), Julia Weitowa (Ukraine) und Tatjana Armbruster (Deutschland)                                                                   |
| 2004 | 5.    | Universitäten-WM in Łódź                     | bis 48 kg      | hinter Momoko Seva (Japan), Iwona Matkowska, Fani Psatha (Griechenland) und Clarissa Chun (USA)                                                                                                 |
| 2004 | 11.   | Austrian-Lady-Open in Götzis                 | bis 48 kg      | Siegerin: Brigitte Wagner vor Lindsay Belisle und Carol Huynh (Kanada) |
| 2005 | 5.    | EM in Warna                                  | bis 48 kg      | nach Sieg über Francine De Paola (Italien) und Niederlage gegen Marina Markewitsch (Belarus) |
| 2005 | 3.    | Großer Preis von Deutschland in Dormagen     | bis 48 kg      | hinter Sarianne Savola (Finnland) und Cornelia Wild (Schweiz) |
| 2005 | 3.    | Austrian-Lady-Open in Götzis                 | bis 48 kg      | hinter Fani Psatha und Katarzyna Zalewska |
| 2005 | 9.    | WM in Budapest                               | bis 48 kg      | nach einem Sieg über Fernanda Peres (Brasilien) und einer Niederlage gegen Makiko Sakamoto (Japan)                                                                                              |
| 2006 | 3.    | Klippan-Lady-Open                            | bis 48 kg      | hinter Lilija Kaskarakowa (Russland) und Clarissa Chun |
| 2006 | 8.    | EM in Moskau                                 | bis 48 kg      | nach einer Niederlage gegen Cristina Croitoru (Rumänien) |
| 2006 | 7.    | Großer Preis von Deutschland in Dormagen     | bis 48 kg      | Siegerin: Anne Catherine Deluntsch vor Elsa Tasetdinowa (Russland) |
| 2006 | 4.    | Golden-Grand-Prix in Baku                    | bis 48 kg      | hinter Carol Huynh, Cristina Croitoru und Marina Markewitsch |
| 2007 | 16.   | Großer Preis von Deutschland in Dormagen     | bis 48 kg      | Siegerin: Liu Jie (China) vor Brigitte Wagner |
| 2007 | 12.   | Austrian-Lady-Open in Götzis                 | bis 48 kg      | Siegerin: Liu Jie vor Vanessa Boubryemm |
| 2008 | 5.    | Großer Preis von Deutschland in Dormagen     | bis 48 kg      | hinter Sofia Mattsson (Schweden), Lubow Salnikowa (Russland), Mayelis Caripá (Spanien) und Sarianne Savola (Finnland)                                                                           |
| 2009 | 8.    | Großer Preis von Deutschland in Dormagen     | bis 48 kg      | Siegerin: Lubow Salnikowa vor Lindsay Rushton Prickett (Kanada) und Jaqueline Schellin (Deutschland)                                                                                            |
| 2009 | 9.    | Austrian-Lady-Open in Götzis                 | bis 48 kg      | Siegerin: Makiko Sakamoto vor Ayano Suzuki (beide Japan) |

## Deutsche Meisterschaften
| Jahr | Platz | Altersgruppe | Gewichtsklasse | Ergebnis                                                                             |
| 1997 | 1.    | Jugend       | bis 44 kg      | vor Stefanie Kullmann (AC Heusweiler)                                                |
| 1998 | 1.    | Jugend       | bis 44 kg      | vor Stefanie Kullmann                                                                |
| 1999 | 2.    | Jugend       | bis 46 kg      | hinter Stefanie Kullmann                                                             |
| 2000 | 2.    | Jugend       | bis 40 kg      | hinter Annika Hofmann (RSV Frankfurt (Oder))                                         |
| 2001 | 1.    | Seniorinnen  | bis 43 kg      |                                                                                      |
| 2002 | 3.    | Seniorinnen  | bis 48 kg      | hinter Brigitte Wagner (SV Siegfried Hallbergmoos) und Sarah Ehinger (KG Baienfurt)  |
| 2003 | 1.    | Seniorinnen  | bis 44 kg      | vor Annika Hofmann und Melanie Bertram (AV Schaafheim)                               |
| 2004 | 1.    | Seniorinnen  | bis 48 kg      | vor Tatjana Armbruster (VfK Mühlenbach) und Anne Kathrin Rietschel (KSV Bamberg)     |
| 2005 | 1.    | Seniorinnen  | bis 48 kg      | vor Tatjana Armbruster (KSV Haslach) und Annett Wohlgemuth (RSK Jugendkraft Gelenau) |
| 2006 | 1.    | Seniorinnen  | bis 48 kg      | vor Annika Hofmann und Christin Kupfernage (SV Heldrungen)                           |
| 2007 | 2.    | Seniorinnen  | bis 48 kg      | hinter Brigitte Wagner, vor Annika Hofmann                                           |
| 2009 | 1.    | Seniorinnen  | bis 48 kg      | vor Annika Hofmann und Jaqueline Schellin (TV Mühlacker)                             |

## Erläuterungen
- alle Wettbewerbe im freien Stil
- WM = Weltmeisterschaft
- EM = Europameisterschaft